# Texarkana (Arkansas)
Texarkana er en amerikansk by og administrativt centrum for det amerikanske county Miller County i staten Arkansas. I 2005 havde byen et indbyggertal på 30.006.
Texarkana ligger på grænsen mellem Texas og Arkansas og har navn efter disse to stater samt Louisiana, der ligger lidt sydligere.

## Ekstern henvisning
- Wikimedia Commons har flere filer relateret til Texarkana (Arkansas)
- Texarkanas hjemmeside Arkiveret 11. november 2020 hos  Wayback Machine (engelsk)

33°25′59″N 94°1′14″V / 33.43306°N 94.02056°V